# 疎水性
疎水性（そすいせい、形容詞：hydrophobic、名詞：hydrophobicity、本表記は疏水性）とは、水に対する親和性が低い、すなわち水に溶解しにくい、あるいは水と混ざりにくい物質または分子（の一部分）の性質のことである。
疎水性物質は一般に、電気的に中性の非極性物質であり、分子内に炭化水素基をもつ物質が代表的である。脂質や非極性有機溶媒との親和性を示す「親油性」（しんゆせい、lipophilic）も同義で用いられることが多いが、疎水性物質が全て親油性であるとは限らず、シリコーンやフルオロアルキル鎖を持つ化合物などの例外もある。
対義語は「親水性」（しんすいせい、hydrophilic）である。一般的に極性の高いまたは電荷を有する化合物は親水性を示す。これの例外としては「不溶性の塩」などがあげられる。
分子内にある疎水性、親水性の部分をそれぞれ「疎水性基」、「親水性基」という。また分子内に疎水性基と親水性基の両方を持つ物質は「両親媒性」（りょうしんばいせい、amphiphilic）であるといい、界面活性剤や極性脂質が代表的である。
疎水性の高い物質は体内に蓄積しやすく、環境中でも残留しやすい傾向がある。典型的な例としては有機塩素系殺虫剤DDTやPCBなどがある。

## 疎水性の測定
物質の疎水性の程度を表す指標としては、単純に「水に対する溶解度」を求めるものや、電離度の指標である酸解離定数を求めるもの、また、分配係数、つまりその物質を水と相分離する有機溶媒（一般にn-オクタノール）に溶解して水と混ぜ合わせ、平衡に達したときの双方での濃度の比（有機溶媒中の濃度÷水中の濃度）を求めるものがある。分配係数はしばしば常用対数を用いてLogPと表される。有機溶媒としてn-オクタノールを用いた場合にはLogPowと書く。また逆相クロマトグラフィーでも疎水性の程度を知ることができる。コンピュータで構造からLogPを予測する方法も数多く開発されており、CLogP法やNlogP法などがある。

## 疎水性相互作用
疎水性相互作用は、水中の疎水性分子の間に働く熱力学的な相互作用である。室温では引力的相互作用である。疎水結合とも呼ばれる。疎水相互作用の最も大きな要因は、非極性分子が水に溶けにくいという疎水効果であるが、ファン・デル・ワールス力やCH/π相互作用なども重要である。詳細はそれぞれの頁を参照。疎水性相互作用は脂質のミセルの形成や、タンパク質の高次構造の形成（フォールディング）において重要な役割を果たしている。